# Siegfried Schuchart
Siegfried Richard Schuchart (* 3. August 1915 in Rüdigershagen; † 9. Juni 1992 in Hamburg) war ein deutscher SS-Obersturmführer und Angehöriger des Einsatzkommandos 10b.

## Leben
Siegfried Schuchart war Sohn eines Lehrers. Nach vier Grundschuljahren trat er in ein Realgymnasium ein und legte im Jahre 1935 die Reifeprüfung ab. Im Jahre 1934 wurde er Mitglied der Allgemeinen SS. Danach ging er freiwillig zum Arbeitsdienst und leistete anschließend zwei Jahre Militärdienst. Schuchart bewarb sich um Einstellung in die Kriminalpolizei und war ab Frühjahr 1938 bei der Kriminalpolizeistelle in Erfurt als Kriminalkommissaranwärter beschäftigt. Im Jahre 1938 trat er der NSDAP bei. Im Sommer 1939 wurde er an die Führerschule in Berlin-Charlottenburg abgeordnet, wo er im Mai 1940 einen Kriminalkomissarlehrgang erfolgreich abschloss. Anschließend war er als Hilfskriminalkommissar in Erfurt und als Kriminalkommissar auf Probe in Weißenfels eingesetzt. Im Herbst 1940 erfolgte die Ernennung zum Kriminalkommissar und Leiter der Kriminalpolizeidienststelle Weißenfels.
Im Mai 1941 wurde er zunächst zum Reichssicherheitshauptamt in Berlin und von dort nach Pretzsch beordert, wo die Einsatzgruppen aufgestellt wurden. In Düben wurde er sodann dem Einsatzkommando 10b zugeteilt. Im September 1941 wurde er mit einem Teilkommando von Alois Persterer auf die Halbinsel südlich von Cherson geschickt mit dem Befehl, die dort befindlichen Juden zu exekutieren. Dorthin wurden mindestens 50 jüdische Männer und Frauen gebracht und auf Feuerbefehl des Schuchart erschossen. Im Dezember 1941 leitete er die Erschießungen von 300 jüdischen Männern, Frauen und Kindern. Nach der Auflösung des Einsatzkommandos 10b wurde Schuchart im Frühjahr 1943 dem Kommandeur der Sicherheitspolizei in Agram/Jugoslawien zugewiesen, wo er bis zum Kriegsende eingesetzt war.
Nach dem Krieg kam er in amerikanische Kriegsgefangenschaft, aus der ihm 1947 die Flucht gelang. In der Folgezeit arbeitete er zunächst bei Bauern. 1950 übersiedelte er nach Hamburg, wo er bei mehreren Verwaltungsstellen beschäftigt war. Seit 1958 war er bei einer Bausparkasse als Beratungsleiter tätig. Vom 14. April bis 14. September 1962 befand er sich in Untersuchungshaft. Am 22. März 1972 wurde er vom Landgericht München I wegen gemeinschaftlicher Beihilfe zum Mord in mindestens 440 Fällen zu 5 Jahren Freiheitsstrafe verurteilt. Am 30. Juli 1976 wurde seine Strafe zur Bewährung ausgesetzt und Schuchart wurde aus der Justizvollzugsanstalt Fuhlsbüttel entlassen.